# Castelnuovo d'Elsa
Castelnuovo d'Elsa est une frazione de la commune de Castelfiorentino en  Toscane (Italie).

## Géographie
Le hameau est situé sur une colline qui surplombe la route qui relie Castelfiorentino à San Miniato.

## Sites particuliers

### Édifices religieux
- Église Santa Maria Assunta
- Église Santi Lorenzo e Barbara

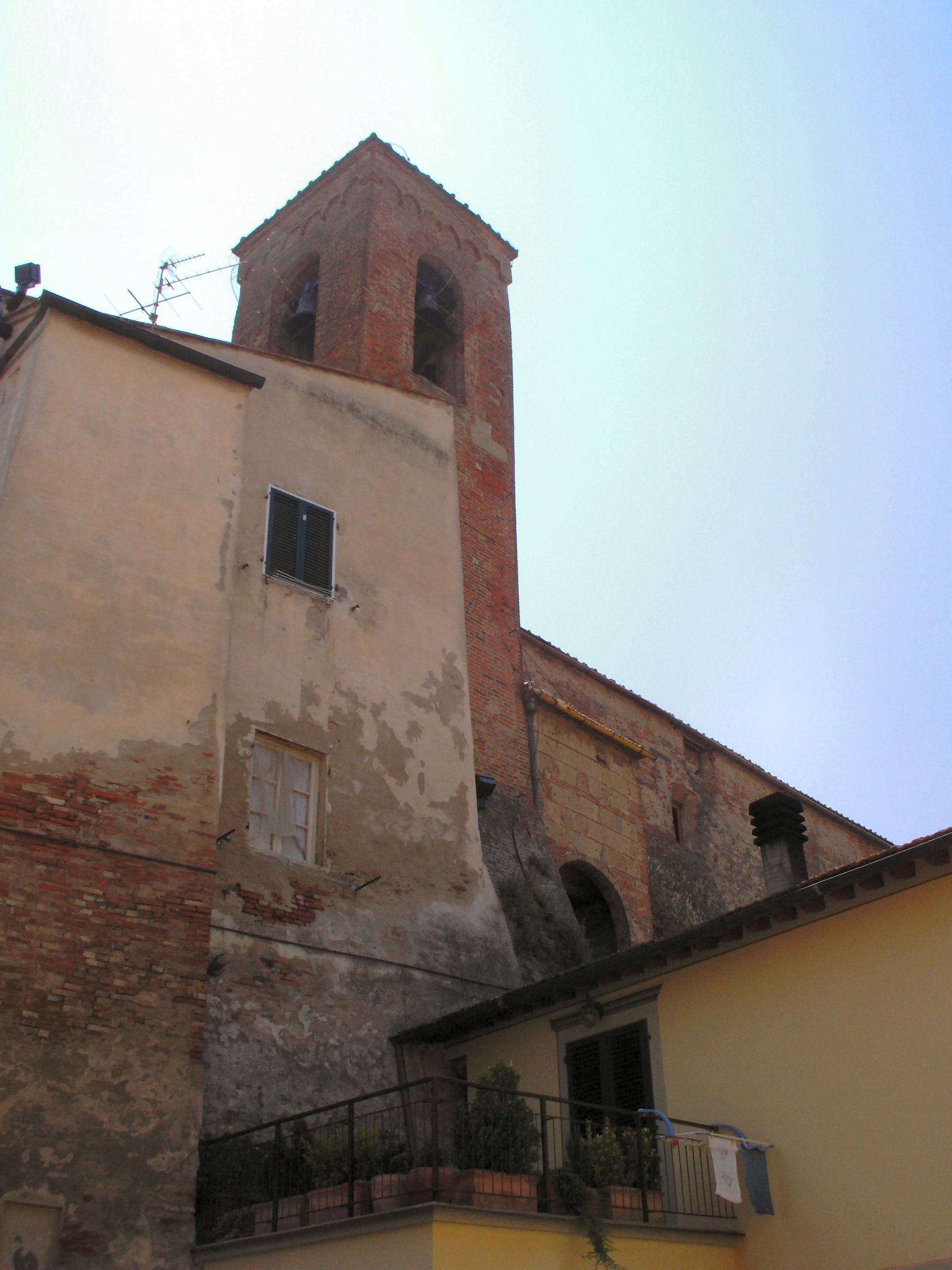
Campanile de l'église Santa Maria Assunta
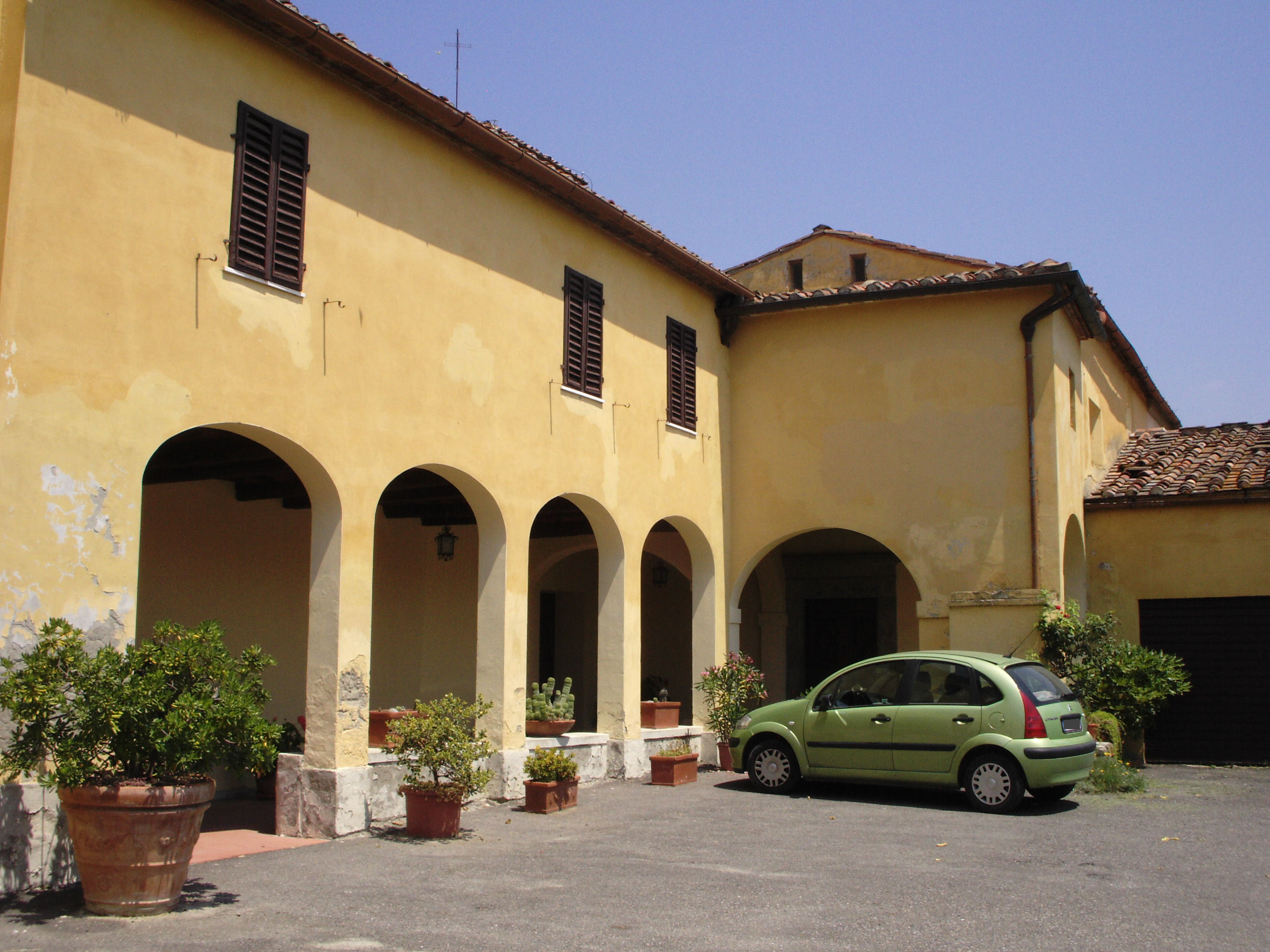
Église  Santa Maria Assunta
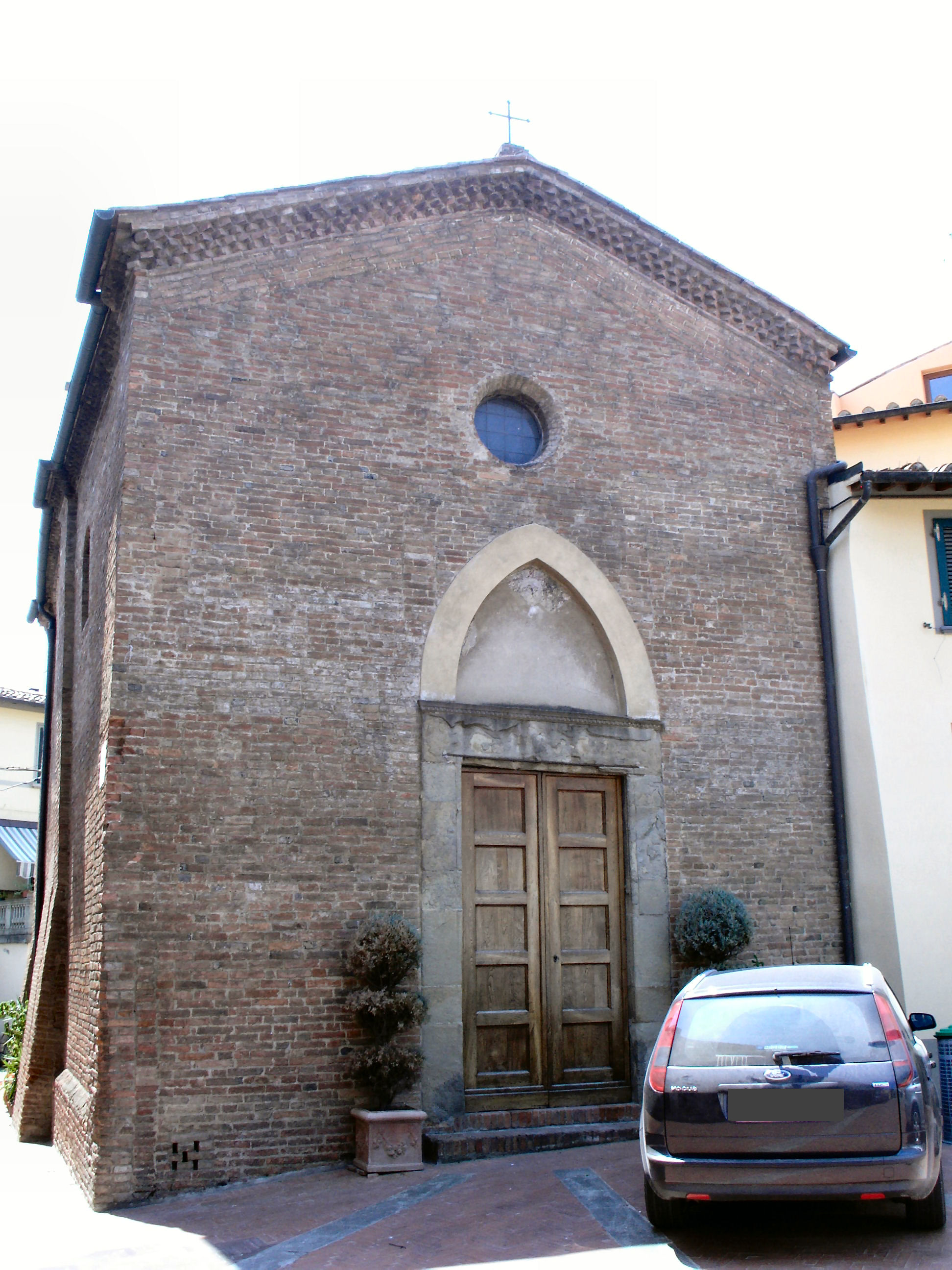
Église  Santi Lorenzo e Barbara
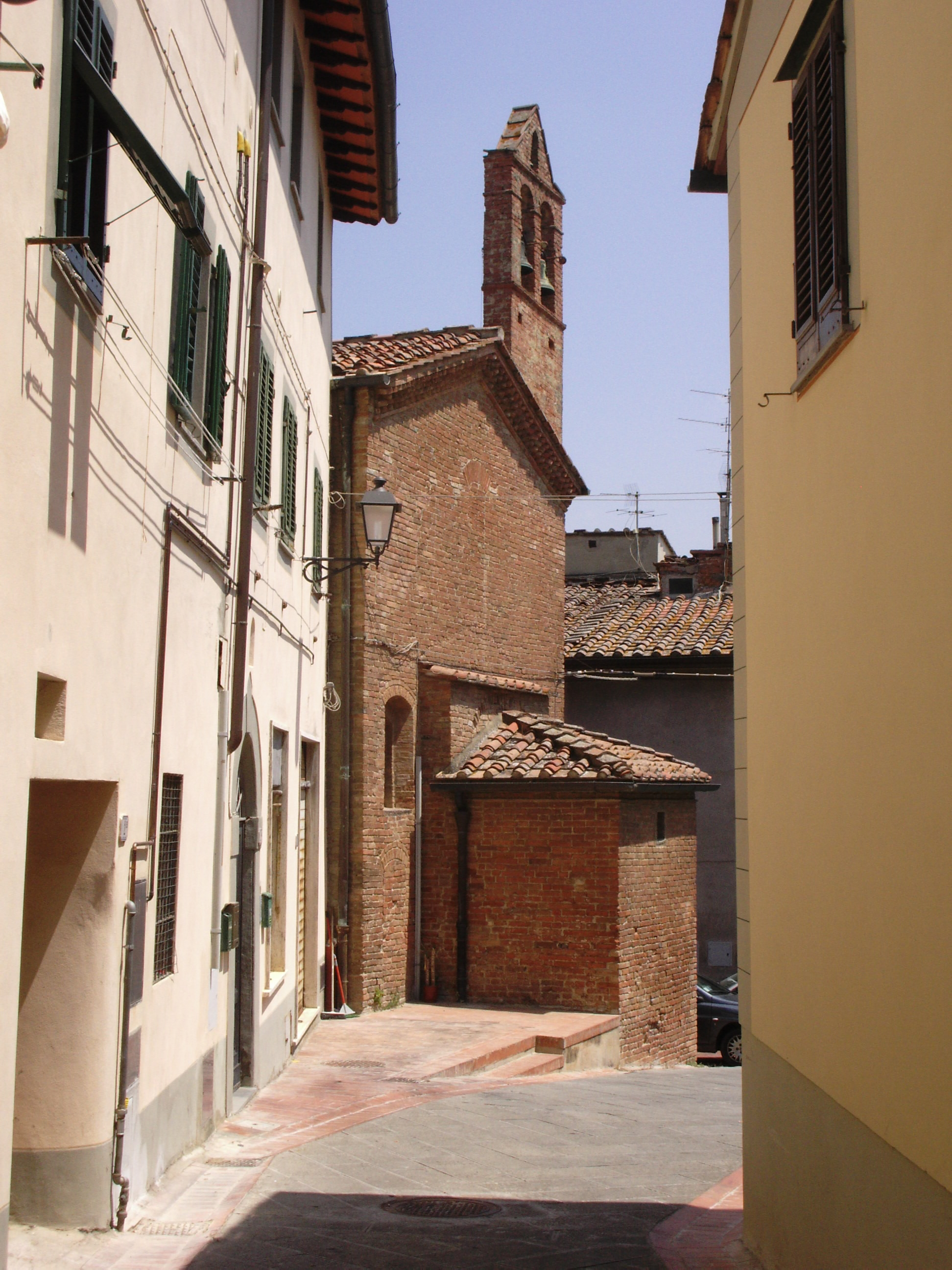
Une rue

## Sources
- (it) Cet article est partiellement ou en totalité issu de l’article de Wikipédia en italien intitulé « Castelnuovo d'Elsa » (voir la liste des auteurs).